# Малатина
Малатина (слч. Malatiná) насељено је мјесто са административним статусом сеоске општине (слч. obec) у округу Долни Кубин, у Жилинском крају, Словачка Република.

## Становништво
| Година:    | 1994. | 2004.   | 2014.   | 2024.   |
| ---------- | ----- | ------- | ------- | ------- |
| Број људи: | 855   | 824     | 815     | 819     |
| Разлика:   |       | -3,62 % | -1,09 % | +0,49 % |

| Година:    | 2023. | 2024.   |
| ---------- | ----- | ------- |
| Број људи: | 820   | 819     |
| Разлика:   |       | -0,12 % |

Према подацима о броју становника из 2011. године насеље је имало 836 становника.